# あらき (歌手)
あらき（ARAKI）は日本の歌い手、作詞家、作曲家である。血液型はA型、青森県出身。イメージカラーは赤。

## 概要
自分が所属していたバンドが解散したことをきっかけに、2013年8月にニコニコ動画に動画を投稿する。2016年にSubcul-rise Recordに初のアルバムを発売。
K.F.J（ギター・プログラミング・コンポーザー）との2人組バンド「AXIZ」としても活動。
2016年よりXYZ TOURに参加。
2020年1月、めいちゃんとnqrseと共に「あらなるめい」として活動を開始する。同年4月、Twitter、10月にはYouTubeチャンネルを開設し、毎週水曜23時からの生配信「あなめなま」や歌ってみたなどを投稿している。
2021年6月、ポニーキャニオンより初のメジャーレーベルアルバムを発売。同年11月、自身のブランド「LIVE IN LAUGH」、通称LILを設立する。

## 人物
よく自炊をし、特に中華料理を作るのが得意。自分で紅茶を淹れたり、家でスターバックスの味を再現しようと頑張ったりしている（2021年9月1日のあらなるめい配信より）。中学生の頃野球部に所属しており、その頃から養われた体力は、今もなおライブなどの場面で役に立っているようである。しかし特別に体が強いわけでもなく、バスケをしていたときにボールを受け取っただけで骨が折れたことがある。
非常に猫好きで、家では「ポチギ」「もずく」「ラフテー」という三匹の猫を飼っている。2023年、｢ジゲン｣という猫も増えた。YouTubeに投稿された猫紹介動画で4匹の姿を見ることが出来る。ゴキブリが理由で大学を辞める（俗に言うシラバスG事件）（過去のツイキャス配信より）など、非常に虫嫌い。なお、死んだ虫は平気である。
あなめなま（あらなるめいの定期配信）で当人がホラーゲームを行った際の様子や、配信での本人の発言「幽霊とかはホントに怖いからやめてほしい」からして、幽霊などの怖いものは苦手。ポケモンが好きで、家には差し入れでもらった数多くのポケモンのぬいぐるみが飾られている。置くスペースがないことに悩みつつも（家には既にメタモンのソファがあった）、ヤドンのソファを購入した。家には少なくない数の生花が飾られているが、トイレにはIKEAの造花を飾っているらしい。また、本人曰く「この界隈（歌い手）ではかなりマンガ好きなほう」で、本人の発言から電子書籍でマンガを大量に読んでいると考えられる。リスナーにすすめるマンガや「グロイの基準がバグってる」という発言から察するに、グロは平気である。ジョジョの奇妙な冒険が人生のバイブルで、作中の「大切なのは真実に向かおうとする意志」のあたりのセリフはいつも肝に銘じている名言。ジョジョの奇妙な冒険の作者である荒木飛呂彦を敬愛しており、「CDのジャケットとか書いてもらいたい。書いてもらった暁には満足して昇天する」と配信で語るほど。
派手な髪色や服装など、一見するとガラの悪い見た目に反し、歌い手であるそらるが配信で「結婚するならああいう人と結婚した方がいい」と語るほど人が良く、あらなるめいではお兄ちゃんポジション。
は行をフル活用して笑う。声が大きめ。車好き。キャンプに行くことや、新しい場所に行くことを好んでいる。絶対に人と風呂に入りたくないらしい。口笛が非常に上手い。いじられるのは嫌いではないが、マゾヒストではない。昔から肌が白いが、最近日光アレルギーになったと思われるらしい。あらなるめいの以心伝心ゲームでは音源を受け取りミックスをしている。絵は決して上手いとはいえない（2021年7月7日のあらなるめいの配信など参考）。2023年1月12日のうらたぬきと当人によるツイキャス「あらきさんが家にきたよ / うらたぬ」での発言から、歌い手のとなりの坂田。に怖がられていると思われていたが、そのツイキャスをリアルタイムで視聴していたとなりの坂田。本人より否定された。
普段の個人配信で『初見（ここでは、はじめて当人の配信に訪れる人のこと）です』と初見を名乗るコメントを見ると、"初見さんバイバイ"とリスナーから言われるほど奇怪なテンションで自己紹介をしはじめる。過去作振り返りと題して行われる配信ではすぐに話が脱線し、一曲につき一時間以上話すことも珍しくない。まれに語彙力が著しく欠けていることがあり、「配信は不定期で、非常に不定期（ツイキャスより）」「すごくすごい（同じくツイキャスより）」など理解に苦しむ発言をする。
本人いわく、「ライブをしないと腐ってしまう」。しかし、ライブをすることが生命線というわけではないらしい。形容しがたい感覚なんだとか。
1人でよくマインクラフト（通称マイクラ）をする。A型であることが関係しているのか、コツコツと1人で広大な土地を開拓し、歌い手仲間のためにマイクラ上で様々なものを作ったり、あげたりしている。しかし、最近となっては歌い手仲間が誰一人としてマイクラをプレイしないので、マイクラ好きとしては寂しい思いをしている。最近ツイキャスで行われた配信では、リスナー参加型のマイクラを行った。当人の公式LINEで「にゅ〜あらきわーるど」と送信すると、当人のマイクラのフィールドに参加出来るURLが送られてくる仕様である。最初、配信に参加したメンバーは10人。他にも参加を試みたリスナーは多かったと思われるが、10人までの人数制限を当人がかけていたので参加が不可能であった。
配信で当人が話すことから考えるに、集中すると軽率に食事を欠くタイプである。掃除に熱中していて朝食、昼食ともに欠かしたり、飲酒することでアルコールだけを摂取して深夜までろくなご飯を口にしなかったりするようである。喫煙者と思われ、肉チョモランマとのキャンプコラボの際には歌い手KOOLと共に電子タバコを吸っている場面があった。
『天下無敵丸🌊』（@ARAKINGdotJP）という名前でTwitterのサブアカウントを開設した。配信内で紹介が行われた。メインアカウントで日常のことを呟くことに抵抗があり、様々な歌い手などがサブアカウントを開設していたことを受け、今回のことに踏み切ったようである。サブアカウントでは、『本体のスタンド』という設定でツイートしており、あくまでも本体は@axiz_and_nicoのアカウントであると言い張っている。『スタンド』という設定からもジョジョ（ジョジョの奇妙な冒険）好きがうかがえるが、ツイートの内容にもジョジョの名台詞やキャラを絡めることがあり、大多数のリスナーには伝わらなくともそれを控えることはないと思われる。
有名なコラボに、あらなる（あらきとなるせのコラボ）がある。双方ともに持ち合わせるロックなかっこよさがウリ。長らく歌ってみた動画の更新はなく、両方のリスナーから再コラボを熱望されているが、未だそれは実現していない。あらき当人が配信で「迷惑かもしれないとかなんとか考えて声をかけられない」「声さえかかれば俺は毎回コラボでもいい」と話している。あらなるめいして活動もしているため、決してあらなるの二人が不仲なったわけではない。
2022年7月30日にポリープを取る声帯の手術をした。結節だと思われていたが、ポリープだったらしい。その手術を終えたあと3週間ほど声を出してはいけないようで、今まで手術に踏み切ることはなかったが、7月30日以降にワンマンライブ『LIVE ARK -撃壌の歌-』の東京公演のオンライン配信や、アルバム『IDEA』発売など沢山のイベントがあったことから手術を行う決断に至ったようである。一部の音域で今まで無理な発声だったことが心配されていたが、声帯に2つポリープがあり、奇跡的にその2つが噛み合っていて、無理な発声では無かったようである。
基本的に相手が猫を筆頭とする動物か人間であればだいたい無条件で優しいが、頭皮にだけは優しくない。例として、スプラトゥーンにハマったことをきっかけに2022/11/15に髪を紫と黄色に染める（ただし3日でイエローは色落ちした模様）も、2022/12/2のIDEAツアー沖縄公演に向けて髪色をトロピカルに、ということで紫と赤みがかったオレンジに染めていた。
上記にも記したように、髪色がかなり派手で、かつ体も比較的大きいことから、お店などに行くと「プロレスラーとかですか？」と話しかけられることがあるらしい。当人いわく、「普通じゃないことをしてる点では間違っていない」。
2022年4月26日に投稿された「祭りだヘイカモン 歌った 【あらき】」の動画で歌詞の「潜り抜け（もぐりぬけ）」を「くぐりぬけ」と間違えて歌ったり、配信中で「小川（おがわ）」を「こがわ」と勘違いしていたことが明らかになったりなど、漢字には強くないと思われる。

## ディスコグラフィー

### シングル
| 発売日        | タイトル | 規格品番                              | 備考                    |
| ------------- | --- | ------------------------------------- | ----------------------- |
| 2019年2月20日 | TVアニメ「臨死!! 江古田ちゃん」エンディングテーマ曲 第3話収録曲 1. NAKED ECHO 作詞・作曲:かいりきベア 2. NAKED ECHO -instrumental- 3. ミッドナイトリラクゼーション 4. チャーミングサイコパス 5. まちジャーナル 6. アンニュイ 7. 不思議なテンション 8. お店にて 9. 秘密の行動心理 | QWCE-00718                            | 「あらき&大隅知宇」名義 |
| 2019年7月24日 | HHOOWWLL収録曲 1. HHOOWWLL / Gero×ARAKI 作詞: hotaru(TaWaRa)/作曲: Tom-H@ck(TaWaRa)/編曲: KanadeYUK(TaWaRa) 2. Monkey Wow ～歌う猿に踊る猿～ / Gero 作詞・作曲・編曲:みきとP 3. Spare Me / ARAKI 作詞:ポリスピカデリー/作曲:堀江晶太/編曲: eba 4. HHOOWWLL[TV Size] 5. HHOOWWLL 初回限定盤特典CD[アニソンカバー音源] 1. 君じゃなきゃダメみたい（original:オーイシマサヨシ） / Gero 2. 真赤な誓い（original:福山芳樹） / ARAKI[Instrumental] | GNCA-0567:初回限定盤 GNCA-0568:通常盤 | 「Gero×ARAKI」名義      |

### 配信限定シングル
| 発売日         | タイトル                                    |
| -------------- | ------------------------------------------- |
| 2021年4月21日  | イスカノサイ                                |
| 2021年5月19日  | UNKNOWN PARADOX                             |
| 2022年6月22日  | A New Voice                                 |
| 2022年7月13日  | re:GENERATE                                 |
| 2022年10月13日 | ARAKI LIVE ARK -撃壌之歌- (Special Edition) |

### アルバム
| 発売日        | タイトル            | 規格品番                                | 備考                            |
| ------------- | ------------------- | --------------------------------------- | ------------------------------- |
| 2016年9月28日 | THE SKY'S THE LIMIT | SCGA-51:初回生産限定盤 SCGA-46:通常盤   | 「ARAKI」名義。オリコン最高21位 |
| 2017年9月1日  | Will O Wisp         |                                         | 「あらき,nqrse」名義            |
| 2019年9月11日 | DRAMA & TRAUMA      |                                         | 「ARAKI/AXIZ」名義              |
| 2021年6月16日 | UNKNOWN PARADOX     | PCCA-06026:初回限定盤 PCCA-06027:通常盤 |                                 |
| 2022年8月10日 | IDEA                | PCCA-06140:初回限定盤 PCCA-06141:通常盤 |                                 |

### 参加作品
XYZの楽曲については「XYZ (歌い手ユニット)#ディスコグラフィ」を参照
| 発売日         | タイトル                        | 規格品番   | 収録曲 |
| -------------- | ------------------------------- | ---------- | --- |
| 2016年3月16日  | EXIT TUNES PRESENTS FACTOR      | QWCE-00576 | 1.疑心暗鬼                                                                                                   |
| 2016年12月31日 | nqrse「NEGATIVE」               |            | 4.被害妄想携帯女子（笑） feat. あらき                                                                        |
| 2017年12月29日 | ぷすわーるど/ハイエンドプリンス |            | 5.アラモード・アライブ                                                                                       |
| 2021年7月28日  | ワールドドミネイション          |            | ワールドドミネイション / 天月-あまつき-、あほの坂田、あらき、Eve、un:c、うらたぬき、少年T、志麻、センラ、Sou |

## タイアップ
| 曲名       | タイアップ                                          |
| ---------- | --------------------------------------------------- |
| NAKED ECHO | アニメ「臨死!!江古田ちゃん」第3話エンディングテーマ |
| HHOOWWLL   | アニメ「かつて神だった獣たちへ」エンディングテーマ  |

## 主なライブ

### ワンマンライブ・主催イベント
| 開催日                  | タイトル                                  | 備考                                                                                                |
| ----------------------- | ----------------------------------------- | --------------------------------------------------------------------------------------------------- |
| 2017年10月14日〜11月4日 | あらき&nqrse「Will O Wisp TOUR」          | |
| 2018年8月11日           | ARAKI OneManLive -COZMIC TRACKS-          | 初のワンマンライブ。TSUTAYA O-EASTにて開催。                                                        |
| 2020年2月9日            | ARAKI PARTY #1                            | FC限定イベント。全2公演。                                                                           |
| 2020年7月25日           | ARAKI LIVE ARK -iki ni kanzu-             | 無観客配信ライブ。                                                                                  |
| 2021年3月25日           | ARAKI LIVE ARK -syokou no toki- ONLINE    | 無観客配信ライブ。                                                                                  |
| 2021年6月6日～6月12日   | ARAKI LIVE ARK -UNPARADOXA-               | 全2ヶ所3公演。                                                                                      |
| 2021年9月23日～11月7日  | ARAKI LIVE TOUR 2021 -HETERODOX-          | 全7箇所9公演。                                                                                      |
| 2022年3月26日〜4月3日   | ARAKI PARTY #2                            | FC限定イベント。全4公演。                                                                           |
| 2022年6月10日〜6月25日  | ARAKI LIVE ARK-撃壌之歌-                  | 全6公演。                                                                                           |
| （2022年7月30日）       | ARAKI LIVE ARK -撃壌之歌-                 | Zepp DiverCity（東京）にて行われた東京公演（ファイナル）の配信ライブ。                              |
| 2022年9月30日〜12月22日 | ARAKI LIVE TOUR IDEA                      | 全17公演。                                                                                          |
| 2023年8月10日～10月09日 | ARAKI LIVE ARK !0 ATTENTION               | 全18公演。                                                                                          |
| 2023年12月3日～12月16日 | ARAKI PARTY #3                            | FC限定イベント。全3公演。                                                                           |
| 2024年5月11日           | D'N'A 2 -DOPEDOWN AND ARAKI TWO MAN LIVE- | 2019年7月21日に開催され、AXIZとして参加した『DOPEDOWN AND AXIZ TWO MAN LIVE 【D'N'A】』に続く開催。 |

### 出演イベント
2016年
- 1月16日〜2月27日 - XYZ TOUR 2016 -DJ Style-[25]
- 8月27日〜9月10日 - XYZ TOUR 2016 -SUMMER-
- 10月10日 - EXIT TUNES ACADEMY HALLOWEEN PARTY 2016

2017年
- 01月28日〜4月1日 - XYZ TOUR 2017 -DJ Style-[26]
- 02月14日 - XYZ TOUR 2017 -Valentine's Night Ladies Only-
- 05月07日 - ひきこもりたちでもフェスがしたい![27]
- 06月04日〜6月25日 - EXIT TUNES ACADEMY TOUR 2017 -RAINBOW-[28]
- 08月24日〜9月18日 - XYZ TOUR 2017 -SUMMER-

2018年
- 01月13日〜3月31日 - XYZ TOUR 2018 -DJ Style-[29]
- 02月14日 - XYZ TOUR 2018 -Valentine's Night Ladies Only-[30]
- 03月14日 - XYZ TOUR 2018 -Mens Only Night-
- 05月12日 - ちゃんげろソニック2018[31]
- 08月18日〜9月1日 - XYZ TOUR 2018 -SUMMER-[32]
- 10月26日 - Gero Live 2018 "Treasure Tour"
- 11月03日 - ひきこもりたちでもフェスがしたい!～世界征服前夜@幕張メッセ～

2019年
- 02月07日 - iTuca「サヨナラばかりは聞き飽きた」リリース～逢いに来たぜ、君の街まで。ツアー～
- 02月14日 - XYZ TOUR 2019 -Valentine's Night Ladies Only-
- 03月24日 - XYZ TOUR 2019 -Mens Only Night-
- 04月01日〜4月5日 - XYZ TOUR 2019 -DJ Style-
- 05月11日 - ちゃんげろソニック2019
- 06月23日 - ひきこもりたちでもフェスがしたい!～世界征服Ⅰ@メットライフドーム～
- 08月22日〜9月21日 - XYZ TOUR 2019 -SUMMER-[33]
- 11月22日 - Gero Live 2019 ～令和大暴れtour～

2020年
- 01月04日〜1月13日 - あらなるめいのおとしだま♡[34]
- 02月14日 - XYZ TOUR 2020 -Valentine's Night Ladies Only-
- 12月06日 - ちゃんげろソニック2020 -Online-

2021年
- 08月01日 - ひきこもりたちでもフェスがしたい!～世界征服Ⅱ@東京ドーム～ONLINE[35]
- 12月11日 - ちゃんげろソニック2021-Online-

2022年
- 12月11日 - ちゃんげろソニック2022-Online-

2023年
- 01月06日 - めいちゃんライブツアー2022-2023『へなちょこフォレスト』　名古屋公演
- 01月08日 - SORARU ARENA LIVE 2023 -クリスタリアルスカイ- ナイトグロウ[36]
- 01月06日 - へなちょこフレンズフェスティバル
- 10月21日 - あらなるめいのインターネットカラオケ大会
- 10月22日 - あらなるめいのウルトラカオスパーティー[37]
- 11月04日 - 【神回】肉チョモランマが初ワンマンやったら、ぴあアリーナ2daysでわろたwww　肉チョモカーニバル[38]
- 12月28日 - luz 9th TOUR -AMULET CEREMONY-　大阪公演

2024年
- 03月10日 - PIKO fest 2024 〜最強すぎる歌い手デッキ組んでみたwwwwwwwww〜[39]
- 05月11日 - D'N'A 2 -DOPEDOWN AND ARAKI TWO MAN LIVE- @ Shibuya Spotify O-EAST
- 06月15日 - めいちゃんアリーナツアー2024『太陽のマーチ』　さいたまスーパーアリーナ　DAY1:フェス